# Everytime
„Everytime” este un cântec înregistrat de către interpreta americană Britney Spears pentru cel de-al patrulea ei album de studio, In the Zone (2003). Piesa a fost lansată la 20 martie 2004 prin intermediul casei de discuri Jive Records drept cel de-al treilea single al albumului In the Zone. După ce relația cu cântărețul Justin Timberlake s-a încheiat în anul 2002, solista s-a împrietenit cu asistenta sa vocală, Annet Artani. Au început să compună piese la casa lui Spears din Los Angeles, apoi au călătorit în Lombardia, Italia, locul în care „Everytime” a fost scris. Spears a compus muzica și versurile împreună cu Artani. Conform lui Artani, piesa a fost scrisă ca răspuns la melodia „Cry Me a River” a lui Timberlake din 2002. Spears nu a confirmat aceste presupuneri, însă nici nu le-a negat.
„Everytime” este o baladă pop cântată într-o voce șoptită. Versurile sunt o rugăminte de iertare pentru rănirea neintenționată a unui fost iubit. „Everytime” a fost apreciat de criticii de specialitate, care au lăudat în mare parte versurile, considerând cântecul „lăuntric” în comparație cu majoritatea pieselor de pe album. Maturitatea artistei în producție, precum și abilitățile ei de compozitoare au fost, de asemenea, lăudate. În Statele Unite ale Americii. „Everytime” s-a poziționat pe locul 15 în clasamentul Billboard Hot 100. A ajuns în top cinci în mai multe țări, ocupând prima poziție a topurilor din Australia, Ungaria, Irlanda și Regatul Unit. Spears a interpretat „Everytime” într-o serie de apariții live, precum emisiunile de televiziune Saturday Night Live și Top of the Pops. De asemenea, a interpretat cântecul la un pian decorat cu flori în turneul The Onyx Hotel Tour din anul 2004. La turneul The Circus Starring Britney Spears din 2009, cântăreața era suspendată pe o umbrelă, iar la spectacolul Britney: Piece of Me din anul 2013, a purtat un costum de înger. „Everytime” a fost reinterpretat de către artiști precum Glen Hansard, Kelly Clarkson și James Franco în filmul Vacanța de primăvară din anul 2013.
Inspirat din cinematografia filmului Părăsind Las Vegas-ul, videoclipul pentru cântecul „Everytime” o prezintă pe Spears drept o vedetă hărțuită de paparazzi, care se îneacă în cada din baie atunci când începe să sângereze din cauza unei răni la cap. În spital, medicii nu reușesc să o resusciteze, în timp ce un copil se naște în camera de lângă, simbolizând reîncarnarea. Conceptul inițial al videoclipului ar fi prezentat-o pe Spears murind din cauza unei sinucideri pe bază de supradoză de droguri, însă s-a renunțat la idee după ce a primit critici din partea mai multor organizații care l-au perceput ca o promovare a sinuciderii. Criticii au observat în videoclip referințele religioase la Patimile lui Hristos, Cabala și stigmata, precum și prezicerea problemelor viitoare pe care Spears le-a suferit din cauza faimei.

## Informații generale și compunere

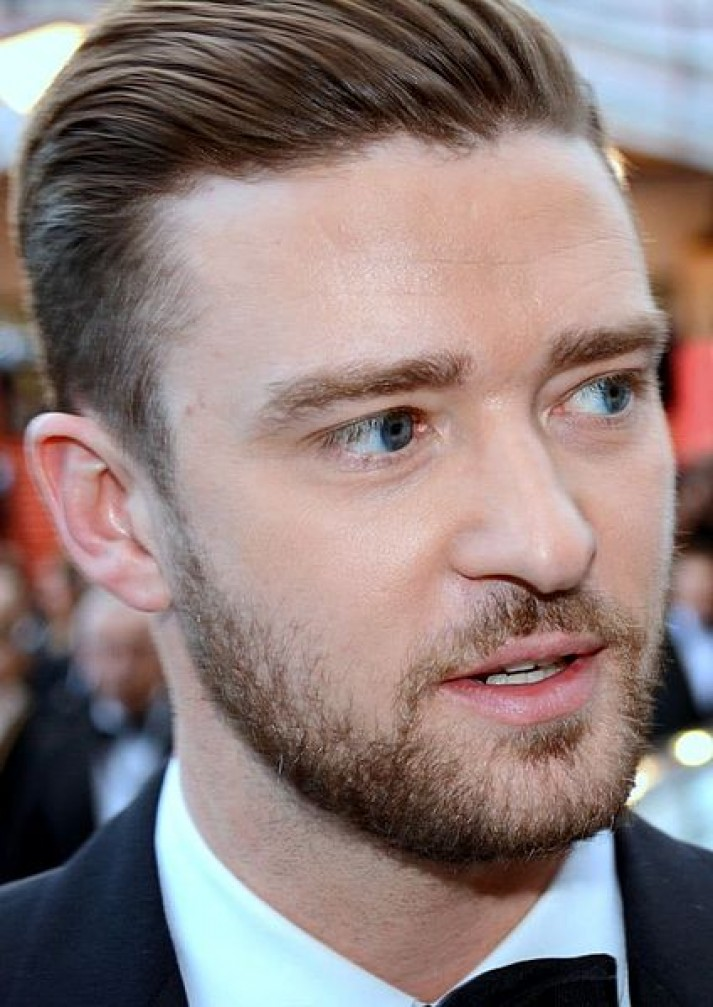
„Everytime” este un cântec despre fostul iubit a lui Spears, Justin Timberlake.

Relația lui Spears de trei ani cu cântărețul Justin Timberlake s-a încheiat în anul 2002, după luni de speculații. În noiembrie 2002, Timberlake a lansat piesa intitulată „Cry Me a River” ca al doilea single extras de pe albumul său de debut solo. Videoclipul muzical prezintă o figură feminină cu un aspect asemănător a lui Spears, lucru care a alimentat zvonurile că artista l-ar fi înșelat. „Cry Me a River” este adesea cunoscut ca fiind piesa care a propulsat albumul în clasamente. În septembrie 2001, Annet Artani a acceptat să devină una din vocile care fac parte din acompaniamentul vocal pentru Spears în perioada turneului din 2001-2002, Dream Within a Dream Tour. Interacțiunile sale cu Spears în timpul turneului au fost limitate în cea mai mare parte la mici conversații despre sala de gimnastică și încălzire vocală. Artani a început o relație cu directorul muzical al turneului în 2002; cu toate acestea, nu a funcționat bine pe la sfârșitul turneului. Înainte de ultimul concert din Ciudad de México, Spears a sunat-o și a întrebat-o despre relație. Artani i-a spus că se vor despărți, la care Spears i-a răspuns: „Nu îți face griji, te vei distra cu mine”. După terminarea turneului, Spears și Artani au început să se împrietenească. Spears a invitat-o pe Artani la casa sa din Los Angeles, California. Conform lui Artani, relația lor s-a dezvoltat prin experiențele lor romantice pe care le-au împărtășit la vremea respectivă. Artista a explicat: „Practic, ne-am consolat pentru că, la vremea respectivă, s-a despărțit de Justin [Timberlake]. Poate că trecuseră deja nouă luni, dar bineînțeles că știrea era foarte proaspătă în mass-media. Tocmai ce m-am despărțit de acel bărbat, așa că ne-am zis—cred că avem nevoie una de cealaltă.” Artani a rămas la casa lui Spears pentru câteva săptămâni, în care au început să compună melodii la pian. La scurt timp după aceea, au mers până la Lacul Como din Lombardia, Italia. Artani a adăugat că: „Eram eu și cu ea, stilistul ei și Felicia, și am avut această casă enormă doar pentru noi, și au avut și un pian acolo”.

Conform lui Artani, piesa „Everytime” a fost scrisă în mare parte ca răspuns la piesa „Cry Me a River”, precum și diverselor interviuri la radio. Artani a explicat: „A început să devină personal. Avea un tip diferit de imagine și chiar a expus anumite lucruri pe care probabil nu dorea să fie divulgate, iar asta în fața surorii sale mai mici [...] Îmi amintesc că sora sa a fost stânjenită de chestia asta. Sunt sigură că asta chiar a durut-o.” S-a speculat la acea vreme că piesa a fost un răspuns la „Never Again” a lui Timberlake, o baladă care a apărut pe albumul solo de debut Justified. „Everytime” a fost înregistrat la studiourile Conway din Los Angeles și mixat la Frou Frou Central din Londra, Regatul Unit. În timpul unui interviu cu Hip Online, Spears a vorbit despre ședințele de înregistrare, spunând: 
„...De exemplu, cu «Everytime», am scris totul la pian, pornind de la zero. Din punct de vedere muzical, nu a existat nici o bază sau ceva de genul. Eram la mine acasă și am făcut totul pe cont propriu. Iar apoi am fost la [Guy Sigsworth] pentru a îi arăta rezultatul, și practic i-am spus exact cum aș vrea să sune piesa. Și a fost atât de uimitor, pentru că există mulți producători cărora le spui aceste lucruri, și ei nu le înțeleg. Și te gândești că, oh, nu e întocmai calea cea bună. Însă el a înțeles tot. A fost uimitor. Iar la acea melodie în mod special, ca să știți, am făcut totul.”
„Everytime” a fost una dintre primele piese finalizate pentru albumul In the Zone. O secvență din melodie a avut premiera la 30 mai 2003, către lui Quddus Philippe de la MTV la studiourile Battery din New York City. A fost înregistrată la oficiul pentru drepturile de autor din Statele Unite ale Americii la data de 26 aprilie 2003 sub titlul „Everytime I Try” și numărul de înregistrare SRU000530591 fiind trecut pe anul 2002, când a fost înregistrat. Spears îl consideră cel mai personal cântec al albumului, împreună cu „Touch of My Hand”, explicând: „Este unul dintre acele cântece pe care, atunci când le auzi, simți că este acel gen de cântec pe care îl auzi atunci când te duci în rai. Ca și cum te-ar duce departe. Cred că te duce într-o stare de conștiință foarte tare.”

## Structura muzicală și versuri
„Everytime” este o baladă pop. Acesta începe cu o introducere de pian, iar Spears cântând cu o voce șoptită care devine mai puternică pe parcursul cântecului. Conform partiturii muzicale publicate de Musicnotes.com de la Universal Music Publishing Group, „Everytime” este compus în tonalitatea Mi♭ major, cu un tempo de 110 bătăi pe minut. Gama vocală a lui Spears se întinde de la tonalitatea joasă de La♭ major până la tonul înalt de Mi♭5. Versurile cântecului „Everytime” sunt o rugăminte de iertare pentru rănirea neintenționată a unui fost iubit. În cântec, artista explică faptul că nu se simte în stare să mai continue, în versuri precum „Everytime I try to fly I fall / Without my wings I feel so small” (ro.: „De fiecare dată când încerc să zbor cad / Fără aripile mele, mă simt atât de inferioară”). Jennifer Vineyard de la MTV a comparat versurile cu o altă baladă de pe albumul In the Zone, „Shadow”, fiind de părere că ambele melodii vorbesc „despre modul în care amintirile unui iubit pot rămâne în continuare, chiar și după ce acesta s-a dus”. În timpul unui interviu acordat lui Jennifer Vineyard de la MTV, Spears a spus despre „Everytime”: „Este vorba de durere, este despre prima ta iubire, prima ta iubire adevărată. Este ceva în care toți oamenii se pot regăsi, pentru că toți trec prin prima iubire, crezând că o să dureze pentru tot restul vieții.” Întrebată dacă „Everytime” era despre Timberlake în timpul unui interviu acordat lui Diane Sawyer în PrimeTime, a răspuns: „Voi lăsa melodia să vorbească de la sine.”

## Recenzii
Gavin Mueller de la Stylus Magazine a descris „Everytime” ca fiind cea mai bună piesă al albumului In the Zone, explicând: „este doar o baladă la pian de rezervă, simplă și totuși eficient de fragilă”. Ali Fenwick de Johns Hopkins News-Letter a lăudat abilitățile lui Spears de a compune cântece, adăugând: „demonstrează o licărire de talent pe care îl ascunde în spatele acelei voci robotizate, sintetizate de pe restul albumului.” Christy Lemire de MSNBC.com a opinat că „Everytime” este o „melodie destul de drăguță” și a numit-o cea mai bună baladă de pe Greatest Hits: My Prerogative. Jason Shawhan de la About.com a spus că: „«Everytime» strigă Single!”.
Spence D. de la IGN a declarat că piesa „continuă să mineze gazonul Zonei și dezlănțuie ceea ce este aparent prima baladă matură a lui Britney, cel puțin în ceea ce privește a fi muzical neschimbat și redus din orice melodie de discotecă de transpirație și luciu.” Linda McGee de la RTÉ.ie a spus că, împreună cu „Brave New Girl” de pe album, au fost „fiecare impresionantă în felul său”, dar s-au abătut de la direcția albumului. David Browne de la Entertainment Weekly a comentat: „Cu pianul său plin de viață, «Everytime» sună ca o deznădăjduire după moarta erei sale cu Justin Timberlake.” Sterling Clover de la The Village Voice a numit „un plânset în cea mai bună tradiție precum «Time After Time» din 1984.” William Shaw de la Blender a spus că „Everytime” nu era cea mai bună baladă, versurile veneau „cu siguranță din inimă”. Un critic de la Huddersfield Daily Examiner a declarat că: „[balada] din șoptire [are] un sentiment muzical scenic, dar Britney nu este Elaine Paige”. Sal Cinquemani de la Slant Magazine a numit-o împreună cu „Shadow” drept „două balade siropoase”.

## Performanța în clasamentele muzicale
La 22 mai 2004, „Everytime” a debutat pe locul 61 în clasamentul Billboard Hot 100 din Statele Unite ale Americii, fiind „cel mai mare debut” al săptămânii respective. La 3 iulie 2004, acesta a ajuns pe locul 15 și și-a păstrat această poziție timp de patru săptămâni. De asemenea, piesa a ajuns pe locul patru în topul Billboard Pop Songs, și pe locul 17 și 25 în topurile Hot Dance Club Songs și, respectiv, Adult Pop Songs. La 18 decembrie 2004, „Everytime” a fost premiat cu discul de aur de către Recording Industry Association of America (RIAA) pentru cele peste de 500.000 de exemplare vândute. Până în luna iulie 2010, „Everytime” s-a vândut în 469.000 de descărcări digitale plătite în Statele Unite ale Americii. În Canada, piesa a ajuns pe locul doi în clasamentul Canadian Singles Chart.
În Australia, „Everytime” a debutat în fruntea topului ARIA Singles Chart la data de 28 iunie 2004, fiind „cel mai mare debut”. Acesta a primit discul de aur din partea Australian Recording Industry Association (ARIA) pentru expedierea a 35.000 de unități. În Regatul Unit, single-ul a debutat în fruntea topului UK Singles Chart la data de 20 iunie 2004 — pentru sfârșitul de săptămână 26 iunie 2004 — devenind cel de-al doilea single consecutiv a lui Spears ce ajunge pe locul unu în Marea Britanie, urmat de „Toxic” în martie 2004. Conform site-ului The Official Charts Company, piesa a vândut 270.000 de exemplare în Regatul Unit. În România, single-ul a debutat pe locul 97 în clasamentul Romanian Top 100, la 14 iunie 2004. 22 de săptămâni mai târziu, la 1 noiembrie 2004, piesa a ajuns pe poziția sa maximă, locul 8. Piesa a petrecut un total de 39 de săptămâni în top, fiind unul dintre cele mai longevive single-uri ale lui Spears. „Everytime” a fost, de asemenea, de succes în teritoriile Europene, ajungând în fruntea topurilor din Ungaria și Irlanda, ocupând locul doi în Franța, locul trei în Suedia și ajungând în top 5 în Austria, Belgia (Flandra și Valonia), Republica Cehă, Danemarca, Germania, Norvegia și Țările de Jos.

## Videoclipul

### Dezvoltare și lansare
La data de 9 martie 2004, conceptul videoclipului muzical pentru „Everytime” a fost lansat online. Acesta o prezintă pe Spears ca o vedetă hărțuită de fotografi, care în cele din urmă se sinucide prin administrarea unor medicamente prescrise și înecându-se într-o cadă de baie. Scena sinuciderii a fost percepută ca fiind răspunsul lui Spears la zvonurile care sugerează că suferă de o tulburare mentală. După ce știrile despre acest concept s-au răspândit, acesta a fost criticată de o serie de organizații din Regatul Unit și Statele Unite ale Americii. Directorul organizației Kidscape pentru protecția copilului, Michele Elliott, a declarat: „Este absolut scandalos, complet iresponsabil, complet prostesc. Dacă un copil chiar îi urmează exemplu, cu siguranță va fi trasă la răspundere. Ce-a fost în capul ei?”. Acesta a spus, de asemenea, că lansarea videoclipului ar putea determina o creștere de sinucideri, comparând conceptul cu moartea actriței Marilyn Monroe în august 1962. „You Tell Us” de la MTV News a primit totodată numeroase scrisori de la spectatorii supărați, care au criticat-o pe Spears spunând că au perceput că sfârșitul ar fi o favorizare a sinuciderii. La data de 12 martie 2004, Spears a anunțat prin intermediul casei sale de discuri Jive Records că a eliminat conceptul, „din cauza unei eventuale aparții fictive acesta să fie interpretată greșit drept o sinucidere”. A precizat, de asemenea, că nu a fost intenția sa de a prezenta sinuciderea într-un fel de lumină pozitivă.
Videoclipul a fost regizat de David LaChapelle și a fost filmat în Los Angeles la datele de 13 și 14 martie 2004. Iluminarea a fost descrisă ca fiind „saturată, dar scăzută și naturalistă”, pentru a oferi filmului o senzație cinematografică, referindu-se la filmul din 1995 Părăsind Las Vegas-ul. A avut premiera pe TRL la data de 12 aprilie 2004. Spears a explicat că videoclipul exploră reîncarnarea. A adăugat: „Este mai mult precum un film, este diferit de orice altceva pe care am făcut vreodată, este întunecat și mă arată într-o lumină diferită. Desigur, mă voi întoarce să fac videoclipuri de dans, dar am vrut să fiu inspirată și provocată.” O versiune alternativă a videoclipului în care Spears cântă în scenele de pe coridoarele albe a fost lansată într-un DVD pentru Greatest Hits: My Prerogative în 2004.

### Conceptul
Videoclipul începe cu o filmare din elicopter în Las Vegas, Nevada, care arată hotelul și cazinoul Palms Casino Resort. Acesta continuă cu o scenă a unui hotel cu un panou pe care scrie Britney Spears Live From Miami The Onyx Tour Hotel Las Vegas”, cu o imagine cu Spears în care ține în mână o curea din piele și referindu-se la concertul său special Showtime din Miami. Autoarea creștină Eva Marie Everson a comparat imaginea cu „Madonna făcându-și propria sa impersonare a lui Marilyn Monroe.” Spears și iubitul său (interpretat de Stephen Dorff) sosesc la hotel într-o limuzină. Se așează separat unul de celălalt, privindu-și ferestrele separat. Spears poartă un chipiu de la Birmingham Barons în aceste scene. Iubitul său vorbește la telefonul mobil, iar când încearcă să îl atingă, acesta o împinge. Intrarea este plină de fani și paparazzi care fac fotografii. Când aceștia ies din mașină, fanii și paparazzi se manifestă într-un mod extrem și încep să se împingă în mulțime. În timp ce garda de corp încearcă să o protejeze, iubitul său aruncă reviste spre paparazzi. Stephanie Zacharek de la The New York Times a comparat fotografiile paparazzilor cu evreii din filmul Patimile lui Hristos (2004). În timpul acestei scene, este lovită în cap cu un aparat de fotografiat, și fără să își dea seama, are o rană pe cap, dar continuă să meargă.
În camera lor de hotel, Spears și iubitul său încep să țipe unul la celălalt. Când acesta încearcă să se împace și să se apropie de ea, acesta îl respinge și pleacă. Iubitul său devine furios și în cele din urmă sparge o vază de perete, în timp ce Spears intră în baie, aruncând cu un pahar de băutură în oglindă. Artista începe să umple cada cu apă și își dă jos hainele. Videoclipul include, de asemenea, scene cu Spears cântând într-o cămașă albă, în fața unei lumini albe strălucitoare. Pe măsură ce se află în cadă, un fir roșu, un obicei asociat Cabalei, este văzut la încheietura mâinii sale. Solista își atinge capul și se uită la mâna ei, realizând că sângerează dintr-o rană. Conform lui Jennifer Vineyard de la MTV, sângele din mâna sa este stigmata. Își pierde conștiința în cadă și se îneacă. La scurt timp după aceea, iubitul său o găsește și încearcă să o resusciteze. Între timp, se descoperă că în scenele anterioare, Spears se află într-o sală de spital. Videoclipul continuă cu scene în care este transportată într-o ambulanță și înconjurată de fotografi, precum și de scene cu medici care încearcă să o resusciteze într-un pat de spital. Fantoma lui Spears într-o cămașă albă, se uită în pat la corpul său și intră în camera următoare, unde se naște o fetiță. Spears este văzută apoi fugind de cameră spre lumină. Videoclipul se termină ridicându-se de sub apă și zâmbind, sugerând că întreaga scenă a morții sale a fost doar un vis sau un fel de fantezie despre propria sa moarte.

### Recepție
Eva Marie Everson a scris că videoclipul a arătat realitatea „din spatele extravaganței și fascinației”. Dominic Fox a comentat: „Chiar și în forma sa expurgată, videoclipul «Everytime» prezintă un moment de indecizie existențială, o stare de neconștientizare a unei idei de sinucidere în care cântăreața își face fantezii despre propria sa moarte”. În timpul unei recenzii pentru videoclipului muzical al discului single „If U Seek Amy” din 2009, James Montgomery de la MTV a numit videoclipul muzical pentru „Everytime” ca unul „subevaluat”. Rolling Stone, în articolul lor din 2009 „Britney Spears: The Complete Video Guide” l-a numit „sinistru de profetic și deprimant” și au adăugat că videoclipul a prevăzut suferința lui Spears datorată faimei și instabilității mentale din 2007 și 2008.

## Interpretări live

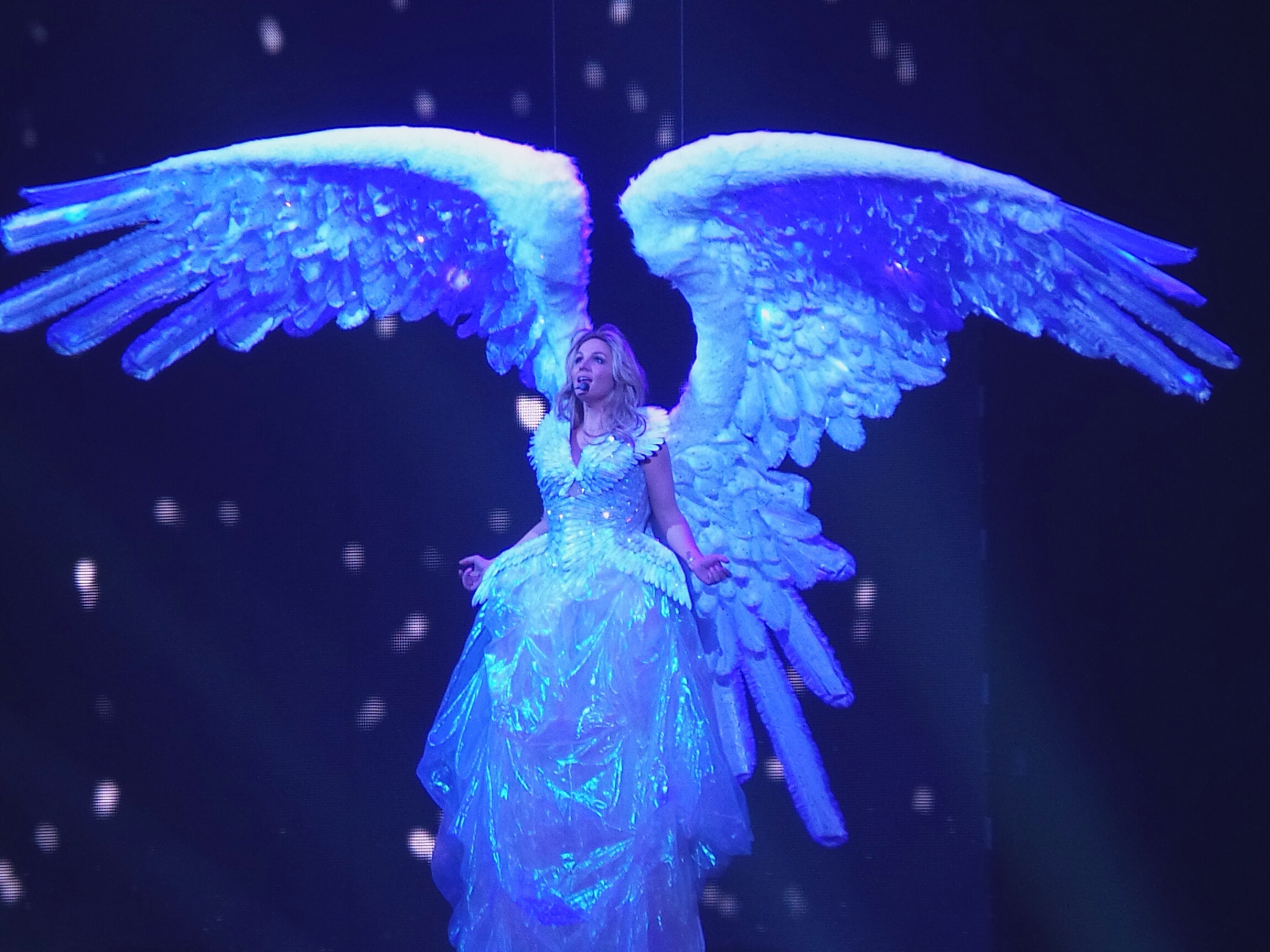
Spears interpretând „Everytime” la concertul său de reședință din Las Vegas, Britney: Piece of Me.

La 18 octombrie 2003, piesa „Everytime” a fost interpretată de Britney pentru prima dată în timpul celui de-al douăzeci și nouălea sezon al emisiunii de comedie americană Saturday Night Live. De asemenea, a interpretat piesa la Britney Spears: In the Zone, un concert special care a fost difuzat pe American Broadcasting Company (ABC) pe 17 noiembrie 2003. „Everytime” a fost, de asemenea, interpretat de Spears în turneul The Onyx Tour Hotel din 2004. Înainte ca turneul să înceapă, Spears a afirmat că a fost unul dintre cântecele pe care abia aștepta să le interpreteze, explicând: „Chiar cred că comunic cu toată lumea atunci când interpretez «Everytime»”. A fost primul cântec al celui de-al treilea act, intitulat „Mystic Garden”. Acesta a început cu o interludiu video în care Spears intră într-o grădină îmbrăcată într-o rochie de culoarea curcubeului și se așeză la un pian acoperit cu flori. După ce videoclipul s-a terminat, s-a dezvăluit că stătea pe scenă în aceeași poziție. Cântăreața a început spectacolul vorbind cu publicul despre viața sa personală din spatele scenei, și a cântat mai apoi la pian până la cel de-al doilea vers, ridicându-se și mergând în mijlocul scenei pentru a continua spectacolul. Neil Strauss de la The New York Times a comentat: „A fost singura melodie pe care a putut să o cânte fără să fie acompaniată de înregistrare”. Kelefa Sanneh de la Blender a considerat-o drept cea mai bună interpretare a spectacolului.
„Everytime” a fost, de asemenea, interpretat de Spears la spectacolul muzical britanic Top of the Pops la data de 5 august 2004. Spears a interpretat, de asemenea, piesa la The Circus Starring Britney Spears din 2009. „Everytime” a fost singura melodie pe care nu a fost inclusă în lista pieselor lansată, și a fost adăugată ca o surpriză. A fost cea de-a șasea și ultima piesă al celui de-al doilea act, intitulat „House of Fun (Anything Goes)”. După o interpretare inspirată de Bollywood a piesei „Me Against the Music” de pe albumul In the Zone, Spears a stat pe o umbrelă uriașă în mijlocul scenei și a vorbit pe scurt cu publicul. A interpretat „Everytime” în timp ce umbrela a fost ridicată în aer. Spears a inclus „Everytime” pe lista pieselor pentru spectacolul său de reședință din Las Vegas, Britney: Piece of Me. După un scurt interludiu, a coborât de sus ca un „înger imens cu aripi albe”. După un duș de zăpadă de confetti, piesa a fost transformată în „...Baby One More Time”.

## Reinterpretări

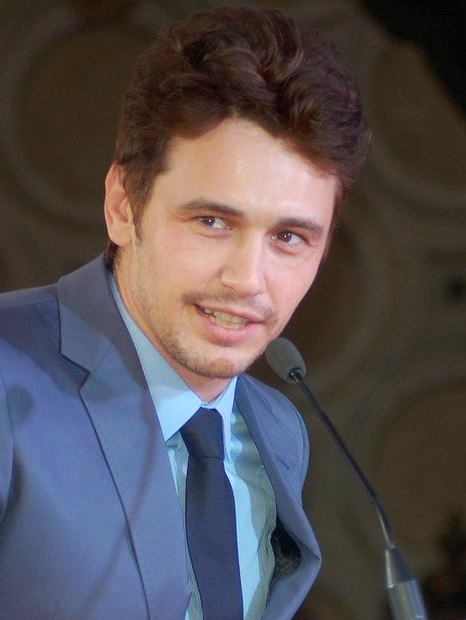
În filmul din 2013 Spring Breakers, personajul lui Alien (James Franco) cântă „Everytime” la un pian alb.

„Everytime” a fost reinterpretat de Glen Hansard de la trupa irlandeză The Frames. A fost înregistrat în timpul unei transmiteri live pe Today FM și lansat într-o compilație de reinterpretări în 2004, Even Better than the Real Thing Vol. 2. A fost, de asemenea, reinterpretat de trupa feminină taiwaneză S.H.E și lansat pe albumul lor de studio Encore în 2004. Versiunea lor a fost reintitulată ca „Bié Shuō Duìbùqǐ” (別說對不起 „Don't Say Sorry”). Cântăreața americană de pop rock Sally Maer, de asemenea, a reinterpretat „Everytime” pentru a îl lansa pe albumul său de studio Bed of Roses în 2008. „Everytime” a fost folosit în timpul producției irlandeze a piesei de teatru din 1896, Pescărușul. Jackie Evancho a reinterpretat cântecul pentru albumul său de debut Prelude to a Dream din 2009. La data de 19 august 2010, versiunea sa a debutat pe locul 3 în clasamentul Billboard Classical Digital Songs. Cântăreața britanică Cher Lloyd a reinterpretat cântecul live la The X Factor din Regatul Unit în anul 2010, lucru care a dus cântecul din nou în top 50 în clasamentul UK Singles Chart. La data de 27 iulie 2012, Kelly Clarkson a reinterpretat cântecul în timpul unei pauze al turneului său de vară din Las Vegas, la cererea publicului. Clarkson a cântat alături de un harpist în timpul interpretări, și a transmiss audienței: „Această melodie este una dintre preferatele mele. [...] De fapt prefer mai mult versiunea lui [Spears], pentru că sună chiar trist, dar voi încerca să o fac.” Spears a aprobat reinterpretarea lui Clarkson prin intermediul contului său de Twitter, considerând-o „frumoasă”. „Everytime” a fost de asemenea reinterpretat în serialul american Glee în episodul „Britney 2.0” de către personajul Marley Rose (interpretat de Melissa Benoist); interpretarea sa a fost evaluată cu calificativul B de către Michael Slezak de la TVLine. În iulie 2016, cântecul a fost reinterpretat de către vedeta de pe YouTube Trisha Paytas.
„Everytime” a fost, de asemenea, folosit în filmul din 2013 Spring Breakers, regizat de Harmony Korine, cântat pe scurt de personajul lui Candy (Vanessa Hudgens), Brittany (Ashley Benson), Cotty (Rachel Korine) și Alien (James Franco), care cântă la un pian. Harmony Korine a spus despre cântec: „Îmi place muzica sa! Cred că este ca muzica pop perfectă. Cântecul „Everytime” — am fost întotdeauna luată de acel cântec. Are un fel de frumusețe și înăbușire reală și un fel de efect mohorât de cântec de leagăn, iar dedesubt există un fel de agresiune și o amenințare extremă care a fost cu adevărat conectată la film în felul în care filmul se ocupă de cultura suprafețelor, această realitate îndulcită de neon în ceață. Iar dedesubt, există subtextul și sentimentul acestui întuneric. A fost o conexiune pe care am simțit-o.”

## Ordinea pieselor pe disc
| Nr.                                                              | Titlul              | Durată |
| ---------------------------------------------------------------- | ------------------- | ------ |
| CD distribuit în Uniunea Europeană                               |                     |        |
| 1.                                                               | „Everytime” [A]     | 3:50   |
| 2.                                                               | „Everytime” [B]     | 3:29   |
| CD distribuit în Australia, Canada, Uniunea Europeană și Japonia |                     |        |
| 1.                                                               | „Everytime” [A]     | 3:50   |
| 2.                                                               | „Everytime” [B]     | 3:29   |
| 3.                                                               | „Everytime” [C]     | 3:47   |
| 4.                                                               | „Everytime” [D]     | 9:53   |
| CD distribuit în Germania                                        |                     |        |
| 1.                                                               | „Everytime” [A]     | 3:50   |
| 2.                                                               | „Everytime” [B]     | 3:29   |
| 3.                                                               | „Everytime” [C]     | 3:47   |
| 4.                                                               | „Don't Hang Up” [A] | 4:01   |

| Nr.                                            | Titlul              | Durată |
| ---------------------------------------------- | ------------------- | ------ |
| DVD distribuit în Statele Unite ale Americii   |                     |        |
| 1.                                             | „Everytime” [E]     | 4:09   |
| 2.                                             | „Breathe on Me” [F] | 3:54   |
| Vinil distribuit în Regatul Unit               |                     |        |
| 1.                                             | „Everytime” [B]     | 3:29   |
| 2.                                             | „Everytime” [C]     | 3:47   |
| 3.                                             | „Everytime” [D]     | 9:53   |
| Vinil distribuit în Statele Unite ale Americii |                     |        |
| 1.                                             | „Everytime” [D]     | 9:53   |
| 2.                                             | „Everytime” [G]     | 3:28   |
| 3.                                             | „Everytime” [H]     | 8:46   |
| 4.                                             | „Everytime” [III]   | 5:18   |

Specificații
| - A ^ Versiunea albumului de proveniență In the Zone. - B ^ Remix de Radio realizat de „Hi-Bias”. - C ^ Mix de Radio realizat de „Above & Beyond's”. - D ^ Mix vocal realizat de „The Scumfrog”. - E ^ Videoclipul muzical regizat de David LaChapelle. | - F ^ Interpretat la Britney Spears CD:UK Special. - G ^ Remix de Radio realizat de „Valentin”. - H ^ Mix de Club realizat de „Above & Beyond's”. - III ^ Mixshow edit realizat de „Dr. Octavo's Transculent”. |

## Personal
Persoanele care au lucrat la album sunt preluate de pe coperta In the Zone.
Înregistrare
- Vocea înregistrată la Studiourile Conway, Los Angeles, California
- Mixat la Frou Frou Central, Londra, Regatul Unit

Personal
- Britney Spears – voce principală, textieră
- Annet Artani – voce principală, textieră
- Guy Sigsworth – co-producție, multi-instrumentalist
- Sean McGhee – mixare, inginer de sunet, editare

## Clasamente
| Țară (clasament)                                  | Poziția maximă | Referință |
| 2004                                              | 2004           | 2004      |
| ------------------------------------------------- | -------------- | --------- |
| Australia (ARIA Singles Chart)                    | 1              | [ 25 ]    |
| Austria (Ö3 Austria Top 40)                       | 4              | [ 25 ]    |
| Belgia – Flandra (Ultratop)                       | 4              | [ 25 ]    |
| Belgia – Valonia (Ultratop)                       | 5              | [ 37 ]    |
| Brazilia (ABPD)                                   | 16             | [ 77 ]    |
| Canada (Canadian Hot 100)                         | 2              | [ 29 ]    |
| Danemarca (Tracklisten)                           | 5              | [ 25 ]    |
| Elveția (Schweizer Hitparade)                     | 6              | [ 25 ]    |
| Finlanda (Suomen virallinen lista)                | 18             | [ 25 ]    |
| Franța (SNEP)                                     | 2              | [ 25 ]    |
| Germania (Official German Charts)                 | 4              | [ 25 ]    |
| Grecia (IFPI Greece)                              | 15             | [ 78 ]    |
| Irlanda (IRMA)                                    | 1              | [ 25 ]    |
| Norvegia (VG-lista)                               | 3              | [ 25 ]    |
| Polonia (Związek Producentów Audio-Video)         | 5              | [ 79 ]    |
| Portugalia (AFP)                                  | 2              | [ 80 ]    |
| Regatul Unit (UK Singles Chart)                   | 1              | [ 25 ]    |
| România (Romanian Top 100)                        | 8              | [ 81 ]    |
| Scoția (Scottish Singles Chart)                   | 1              | [ 82 ]    |
| Statele Unite ale Americii (Adult Top 40)         | 25             | [ 26 ]    |
| Statele Unite ale Americii (Billboard Hot 100)    | 15             | [ 25 ]    |
| Statele Unite ale Americii (Hot Dance Club Songs) | 17             | [ 26 ]    |
| Statele Unite ale Americii (Mainstream Top 40)    | 4              | [ 83 ]    |
| Suedia (Sverigetopplistan)                        | 3              | [ 37 ]    |
| Ungaria (MAHASZ)                                  | 1              | [ 36 ]    |
| Țările de Jos (Dutch Top 40)                      | 3              | [ 25 ]    |
| 2010                                              |                |           |
| Regatul Unit (UK Singles Chart)                   | 56             | [ 84 ]    |

| Țară (clasament)                               | Poziția maximă | Referință |
| 2004                                           | 2004           | 2004      |
| ---------------------------------------------- | -------------- | --------- |
| Australia (ARIA Singles Chart)                 | 72             | [ 85 ]    |
| Austria (Ö3 Austria Top 40)                    | 12             | [ 86 ]    |
| Belgia – Flandra (Ultratop)                    | 24             | [ 87 ]    |
| Belgia – Valonia (Ultratop)                    | 21             | [ 88 ]    |
| Elveția (Schweizer Hitparade)                  | 18             | [ 89 ]    |
| Franța (SNEP)                                  | 64             | [ 90 ]    |
| Germania (Official German Charts)              | 20             | [ 91 ]    |
| Irlanda (IRMA)                                 | 6              | [ 92 ]    |
| Regatul Unit (UK Singles Chart)                | 18             | [ 93 ]    |
| Statele Unite ale Americii (Billboard Hot 100) | 83             | [ 94 ]    |
| Suedia (Sverigetopplistan)                     | 8              | [ 95 ]    |
| Țările de Jos (Dutch Top 40)                   | 45             | [ 96 ]    |
| Ungaria (MAHASZ)                               | 42             | [ 97 ]    |

## Certificări
| \| Țara \| Vânzări/ puncte \| Certificare \| Referințe \| \| --------------------------------- \| --------------- \| ----------- \| --------- \| \| Australia (ARIA) \| +35.000 \| \| [31] \| \| Belgia (BEA) \| +25.000 \| \| [98] \| \| Franța (SNEP) \| +125.000 \| \| [99] \| \| Germania (BVMI) \| +150.000 \| \| [100] \| \| Norvegia (IFPI Norvegia) \| +10.000 \| \| [101] \| \| Regatul Unit (BPI) \| +400.000 \| \| [102] \| \| Statele Unite ale Americii (RIAA) \| +500.000 \| \| [27] \| \| Suedia (GLF) \| +20.000 \| \| [103] \| | Note - reprezintă „disc de aur”; - reprezintă „disc de argint”; - reprezintă „disc de platină”; |             |           |
| Țara | Vânzări/ puncte                                                                                 | Certificare | Referințe |
| Australia (ARIA) | +35.000                                                                                         |             | [ 31 ]    |
| Belgia (BEA) | +25.000                                                                                         |             | [ 98 ]    |
| Franța (SNEP) | +125.000                                                                                        |             | [ 99 ]    |
| Germania (BVMI) | +150.000                                                                                        |             | [ 100 ]   |
| Norvegia (IFPI Norvegia) | +10.000                                                                                         |             | [ 101 ]   |
| Regatul Unit (BPI) | +400.000                                                                                        |             | [ 102 ]   |
| Statele Unite ale Americii (RIAA) | +500.000                                                                                        |             | [ 27 ]    |
| Suedia (GLF) | +20.000                                                                                         |             | [ 103 ]   |

## Datele lansărilor
| Țara                       | Data           | Format         | Casă de discuri | Referință |
| -------------------------- | -------------- | -------------- | --------------- | --------- |
| Germania                   | 10 mai 2004    | Compact disc   | Sony BMG        | [ 73 ]    |
| Uniunea Europeană          | 20 martie 2004 | CD Single      | Universal Music |           |
| Statele Unite ale Americii | 11 mai 2004    | Difuzare radio | Jive Records    | [ 104 ]   |
| Statele Unite ale Americii | 25 mai 2004    | 12"            | Jive Records    | [ 76 ]    |
| Japonia                    | 26 mai 2004    | Compact disc   | Sony BMG        | [ 105 ]   |
| Canada                     | 8 iunie 2004   | Compact disc   | Sony BMG        | [ 72 ]    |
| Statele Unite ale Americii | 14 iunie 2004  | Compact disc   | RCA Records     | [ 106 ]   |
| Statele Unite ale Americii | 14 iunie 2004  | DVD            | RCA Records     | [ 74 ]    |

## Legături externe
- Britney Spears - Everytime pe YouTube
- Versurile complete ale acestei piese pe MetroLyrics